# Gran Premi de Bèlgica del 1977
Resultats del Gran Premi de Bèlgica de Fórmula 1 disputat la temporada 1977 al circuit de Zolder el 5 de juny del 1977.

## Resultats
| Pos | No | Pilot              | Equip                | Voltes | Temps / Retirada | Pos. de sortida | Punts |
| --- | -- | ------------------ | -------------------- | ------ | ---------------- | --------------- | ----- |
| 1   | 6  | Gunnar Nilsson     | Lotus - Ford         | 70     | 1h 55' 05. 71    | 3               | 9     |
| 2   | 11 | Niki Lauda         | Ferrari              | 70     | + 14.19 s        | 11              | 6     |
| 3   | 3  | Ronnie Peterson    | Tyrrell - Ford       | 70     | + 19.95 s        | 8               | 4     |
| 4   | 19 | Vittorio Brambilla | Surtees - Ford       | 70     | + 24.98 s        | 12              | 3     |
| 5   | 17 | Alan Jones         | Shadow - Ford        | 70     | + 1' 15.47 min.  | 17              | 2     |
| 6   | 8  | Hans Joachim Stuck | Brabham - Alfa Romeo | 69     | + 1 Volta        | 18              | 1     |
| 7   | 1  | James Hunt         | McLaren - Ford       | 69     | + 1 Volta        | 9               |       |
| 8   | 4  | Patrick Depailler  | Tyrrell - Ford       | 69     | + 1 Volta        | 5               |       |
| 9   | 25 | Harald Ertl        | Hesketh - Ford       | 69     | + 1 Volta        | 25              |       |
| 10  | 27 | Patrick Nève       | March - Ford         | 68     | + 2 Voltes       | 24              |       |
| 11  | 34 | Jean-Pierre Jarier | Penske - Ford        | 68     | + 2 Voltes       | 26              |       |
| 12  | 18 | Larry Perkins      | Surtees - Ford       | 67     | + 3 Voltes       | 23              |       |
| 13  | 31 | David Purley       | LEC - Ford           | 67     | + 3 Voltes       | 20              |       |
| 14  | 37 | Arturo Merzario    | March - Ford         | 65     | + 5 Voltes       | 14              |       |
| NC  | 33 | Boy Hayje          | March - Ford         | 63     | No Classificat   | 27              |       |
| Ret | 20 | Jody Scheckter     | Wolf - Ford          | 62     | Motor            | 4               |       |
| Ret | 2  | Jochen Mass        | McLaren - Ford       | 39     | Accident         | 6               |       |
| Ret | 26 | Jacques Laffite    | Ligier - Matra       | 32     | Motor            | 10              |       |
| Ret | 22 | Clay Regazzoni     | Ensign - Ford        | 29     | Motor            | 13              |       |
| Ret | 12 | Carlos Reutemann   | Ferrari              | 14     | Accident         | 19              |       |
| Ret | 24 | Rupert Keegan      | Hesketh - Ford       | 14     | Accident         | 7               |       |
| Ret | 16 | Riccardo Patrese   | Shadow - Ford        | 12     | Accident         | 15              |       |
| Ret | 10 | Ian Scheckter      | March - Ford         | 8      | Accident         | 21              |       |
| Ret | 28 | Emerson Fittipaldi | Fittipaldi - Ford    | 2      | Part elèctrica   | 16              |       |
| Ret | 5  | Mario Andretti     | Lotus - Ford         | 0      | Accident         | 1               |       |
| Ret | 7  | John Watson        | Brabham - Alfa Romeo | 0      | Accident         | 2               |       |
| NVQ | 36 | Emilio de Villota  | McLaren - Ford       |        |                  |                 |       |
| NVQ | 9  | Alex Ribeiro       | March - Ford         |        |                  |                 |       |
| NVQ | 35 | Conny Andersson    | BRM                  |        |                  |                 |       |
| NVQ | 38 | Bernard de Dryver  | March - Ford         |        |                  |                 |       |
| NVQ | 39 | Hector Rebaque     | Hesketh - Ford       |        |                  |                 |       |

## Altres
- Pole: Mario Andretti 1' 24. 64

- Volta ràpida: Gunnar Nilsson 1' 27. 540 (a la volta 53)